# زيون كوهن
زيون كوهن هو لاعب كرة قدم إسرائيلي في مركز الهجوم، ولد في 7 مارس 1983. لعب مع هبوعيل عسقلان ‏.